# Ассоциация индонезийских женщин
Ассоциация индонезийских женщин (англ. Indonesian Women Association, индон. Perikatan Perempuan Indonesia, PPI) — неправительственная организация в Индонезии.
Ассоциация была основана в 1928 году как первая национальная организация женщин в Индонезии, а в 1929 году изменила свое название на «Федерация ассоциаций индонезийских жен» (англ. Federation of Indonesian Wives' Associations, индон. Persatuan Perkumpulan Istri Indonesia, PPII).

## История
Женское движение в Индонезии начало организовываться в форме женских отделений, связанных с группами движения за независимость, в 1910-х годах. 22-25 декабря 1928 года в Джокьякарте прошёл первый Конгресс индонезийских женщин. Среди участников конгресса значительное большинство представляли делегаты от исламской женской организации «Айсия». В ходе конгресса тридцать небольших женских групп объединились в головную организацию «Ассоциация индонезийских женщин» (вскоре переименованную в «Федерация ассоциаций индонезийских жен»), которая считалась важной вехой в развитии женского движения в Индонезии.
В 1929 году через несколько месяцев после конгресса возникла фракция с более пролетарской и левой ориентацией под названием «Сознательные женщины». Эта группа была недовольна осторожностью и консерватизмом Федерации ассоциаций индонезийских жен и призывала к более радикальному подходу и в конечном итоге отошла от федерации.
Федерация также открыла издание на индонезийском языке под названием «Жена» (индон. Istri), у которого было около 700 подписчиков.
На Конгрессе женщин в Сурабае в декабре 1930 года было решено, что федерация будет поддерживать индонезийскую националистическую политику и борьбу за освобождение от голландского правления.
В 1931 году федерация направила делегатов, в том числе Марию Ульфу Сантосо, на Всеазиатскую женскую конференцию в Лахоре.
Одной из самых больших проблем, волнующих женское движение, был вопрос о мужской полигамии. Однако это вызвало раскол между светской и религиозной фракциями федерации, поскольку религиозные люди не хотели критиковать этот обычай. Движению удалось сохранить свое единство, сосредоточив внимание на борьбе за независимость, которая была общей целью.
Во время японской оккупации (1942—1945) все женские ассоциации были распущены и заменены обязательной японской государственной женской ассоциацией Фудзинкай (яп. 東京連合婦人会).
В 1946 году после войны восстановленное женское движение объединилось в головную организацию «Конгресс женщин Индонезии» (индон. Kongres Wanita Indonesia, KOWANI) для участия в борьбе за независимость.